# Blennioidei
Phân bộ cá Blenny (Danh pháp khoa học: Blennioidei) hay còn gọi đơn giản là cá Blenny là một phân bộ cá trong bộ cá vược Perciformes gồm các loài cá biển, cá nước lợ và một số loài cá nước ngọt, cá nhiệt đới nhỏ phân bộ này được ghi nhận là có một số loài đang tiến hóa để để chuẩn bị bỏ nước lên bờ sống, chúng đã di chuyển lên cạn để lẩn trốn khỏi những loài ăn thịt dưới nước.

## Tập tính
Có bốn loài cá thuộc phân bộ Blenny phát triển độc lập một lối sống trên cạn, có nghĩa là chúng phân chia thời gian trong ngày cho việc sống dưới nước và sống trên cạn trong vùng nước nhiệt đới gần Rarotonga, một trong số ít những nơi trên thế giới có nhiều hơn một loài cá có thể sống trên cạn trong một khoảng thời gian đáng kể. Những con cá này bơi quanh ghềnh đá khi thủy triều thấp, nhưng sẽ di chuyển lên cạn khi thủy triều lên cao. Ngay cả những loài lưỡng cư thuộc họ blenny vẫn cần nước để thở. Khi chúng nhảy lên các phiến đá ven biển, chúng vẫn giữ cho vây có đủ độ ẩm bằng cách lấy nước từ các khe đá.
Cá blenny có rất nhiều kẻ thù khi ở dưới nước, chúng là mồi cho những loài sinh sống ở rạn san hô như cá bơn, cá mú, cá bàng chài và cá chình và nhiều loài ăn thịt khi thủy triều thay đổi, và khi nước triều lên cũng là lúc cá blenny nhảy lên bờ đá. Cuộc sống trên các tảng đá ít nguy hiểm hơn đối với cá blenny, và những con chim ít đe dọa đến cá blenny hơn những kẻ săn mồi dưới nước, tần suất những cuộc tấn công vào nơi mà cá blenny cư trú, những con cá blenny ở trên cạn ít bị tấn công hơn rất nhiều, và vì những hòn đảo ở Nam Thái Bình Dương thường có ít những động vật săn mồi trên cạn.